# Machadinho-Wasserkraftwerk
Das Machadinho-Wasserkraftwerk ist eine Talsperre mit einem Wasserkraftwerk am Rio Pelotas bei Machadinho, an der Grenze zwischen Santa Catarina und Rio Grande do Sul in Brasilien. Das Kraftwerk hat eine Nennleistung von 1140 MW und produziert 37 % der in Santa Catarina benötigten Energie. Es wird aus einem Stausee versorgt, der von einem CFR-Staudamm aufgestaut wird. Besitzer und Betreiber ist Machadinho Energetica.

## Hintergrund
Zwischen 1966 und 1981 wurde eine Reihe von Studien über die Machadinho-Talsperre ausgeführt und 1982 ein Entwurf genehmigt. Das Kraftwerk sollte bis 1993 in Betrieb gehen, aber das Projekt wurde durch Umweltbedenken verzögert. Die Planer überarbeiteten das Projekt und verschoben den Standort weiter flussaufwärts. Nach einer weiteren Reihe von Studien und neuen Plänen wurde das Projekt 1995 genehmigt.
Die Bauarbeiten begannen am 2. März 1998 und am 26. Oktober 1999 war die Flussumleitung komplett. Am 28. August 2001 war die Talsperre nahezu fertig und begann den Pelotas River aufzustauen. Am 16. Februar 2002 begann der erste Generator zu laufen. Offiziell wurde der Bau am 31. August 2002 abgeschlossen.

## Der Staudamm
Der Machadinho-Staudamm ist ein 700 m langer und 126 m hoher CFR-Damm mit einer Kronenhöhe von 480 m über dem Meer. Der aufgestaute Stausee hat eine Kapazität von 3300 Mio. m³, eine Oberfläche von 79 km² und ein Einzugsgebiet von 32.500 km². Der Damm hat eine Hochwasserentlastung mit acht Auslässen, die 21,8 m breit und 18 m hoch sind und für einen Abfluss von 35.703 m³/s bemessen sind.

## Das Kraftwerk
Das oberirdische Kraftwerk ist 130,2 m lang, 37,5 m breit und enthält drei 136 Tonnen schwere 380-MW-Generatoren (zusammen 1140 MW), die von Francis-Turbinen angetrieben werden. Der erste Generator wurde am 16. Februar 2002 in Betrieb genommen, der zweite am 30. April und der letzte am 7. Dezember desselben Jahres.
Das Barra-Grande-Wasserkraftwerk und das Itá-Wasserkraftwerk sind vergleichbare Wasserkraftanlagen in der Nähe.